# Comité Paralímpico Filipino
El Comité Paralímpico Filipino es el comité paralímpico nacional que representa a Filipinas. Esta organización es la responsable de las actividades deportivas paralímpicas en el país. Es miembro del Comité Paralímpico Internacional y del Comité Paralímpico Asiático.